# 钱德拉纳特神庙
钱德拉纳特神庙（羅馬化：Chandronath mondir），是一座著名沙克達教神庙，也是印度教徒的朝圣地之一。神庙坐落于孟加拉国吉大港市钱德拉纳特山（据印度教传说是娑提女神之右臂）的山顶，根据谷歌地图的测算，神庙的海拔约为310米。

## 历史上对神庙的记载
根据15世纪特里普拉王国的编年史《拉杰马拉》的记载，在大约800年前，阿迪苏尔（Adisur of Gaur）的后裔Raja Biswambhar Sur试图通过海路到达钱德拉纳特。12世纪，梵语诗人贾亚德瓦曾在钱德拉纳特住过一段时间。达尼亚·玛尼基亚统治特里普拉王国之时，钱德拉纳特神庙受到的大量捐赠。达尼亚·玛尼基亚还试图将神庙中的湿婆神像搬移到自己统治的王国内，但以失败告终。

## 与神庙有关的传说
娑提是湿婆的第一任妻子，也是帕尔瓦蒂的第一个化身。她是国王达克沙和王后（梵天之女）的女儿。由于对父亲达克沙没有邀请丈夫和她参加Yajna（一种篝火仪式）的羞辱行为感到非常难过，娑提在Yajna仪式的表演中自焚。湿婆在听到妻子去世的消息后非常悲痛，他肩上扛着娑提的尸体，到世界各地跳起了毁灭之舞以表达他的悔恨。
为了让湿婆恢复正常，毗湿奴使用了善見神輪将娑提的尸体肢解成51块。而这些碎块的落地之处就被印度教徒奉为圣地，建立沙克提神庙供奉娑提（帕尔瓦蒂）和湿婆神。除印度外，娑提的遗体也分布在巴基斯坦、孟加拉、斯里蘭卡和尼泊尔等地。在毗湿奴的祝福下，娑提转世为了雪山神的女儿，也就是雪山神女帕尔瓦蒂。由于她出生在摩梨伽尸罗半月的第14天，这一天被印度教徒尊为“伟大的湿婆之夜”，也就是现在的湿婆节。

## 现今的神庙
作为一个沙克达神庙，钱德拉纳特神庙是印度教性力派（沙克达教）的一个知名圣地。娑提自焚的神话是沙克达神庙源起神话，而娑提散落在南亚51处的尸体对应着51座沙克提神庙，每座神庙中都供奉着夏克提神（薄伽梵蒂）与陪臚神。根据传说，钱德拉纳特神庙是娑提右臂所掉落之处。

## 图集

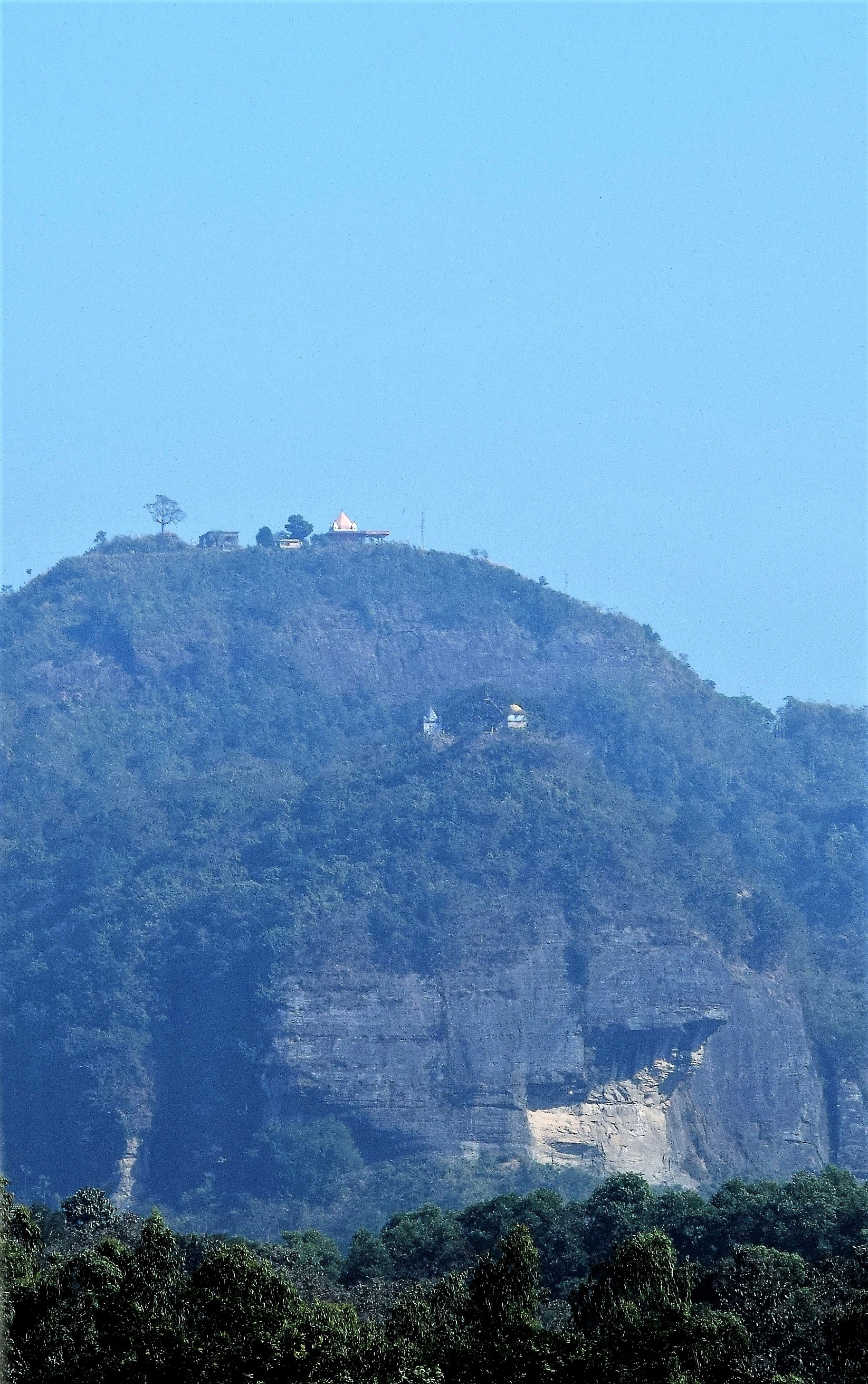
从达卡—吉大港铁路上看钱德拉纳特神庙和Birupakshya神庙。
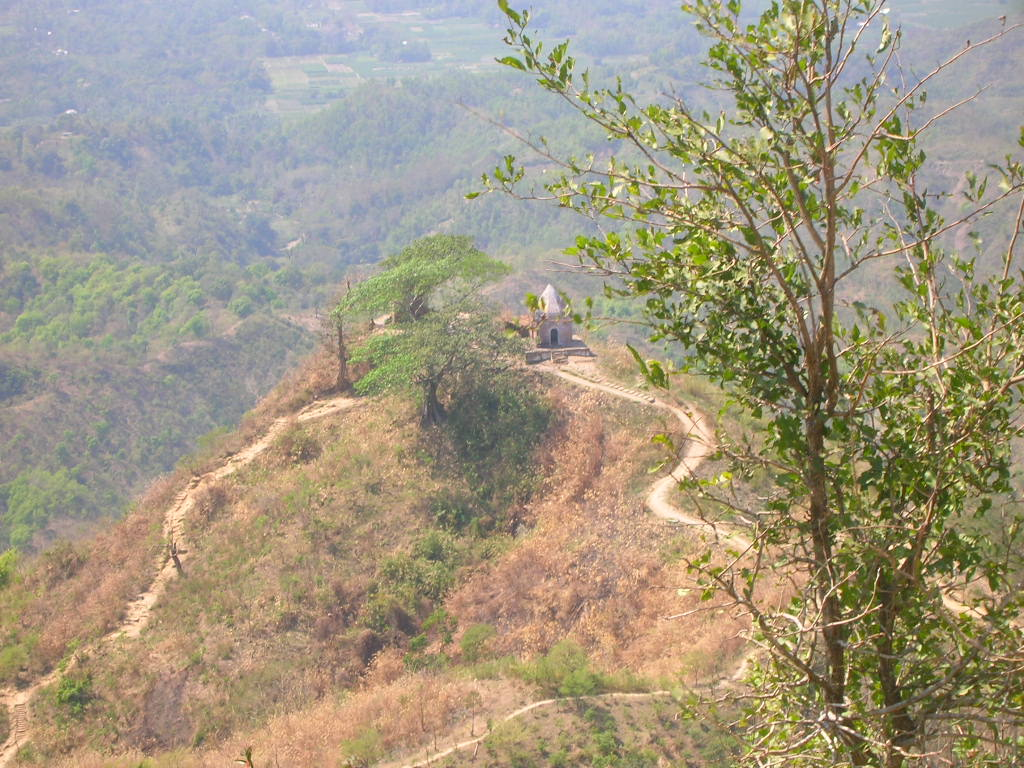
从钱德拉纳特神庙的视角看钱德拉纳特山半山腰的Birupakshya神庙
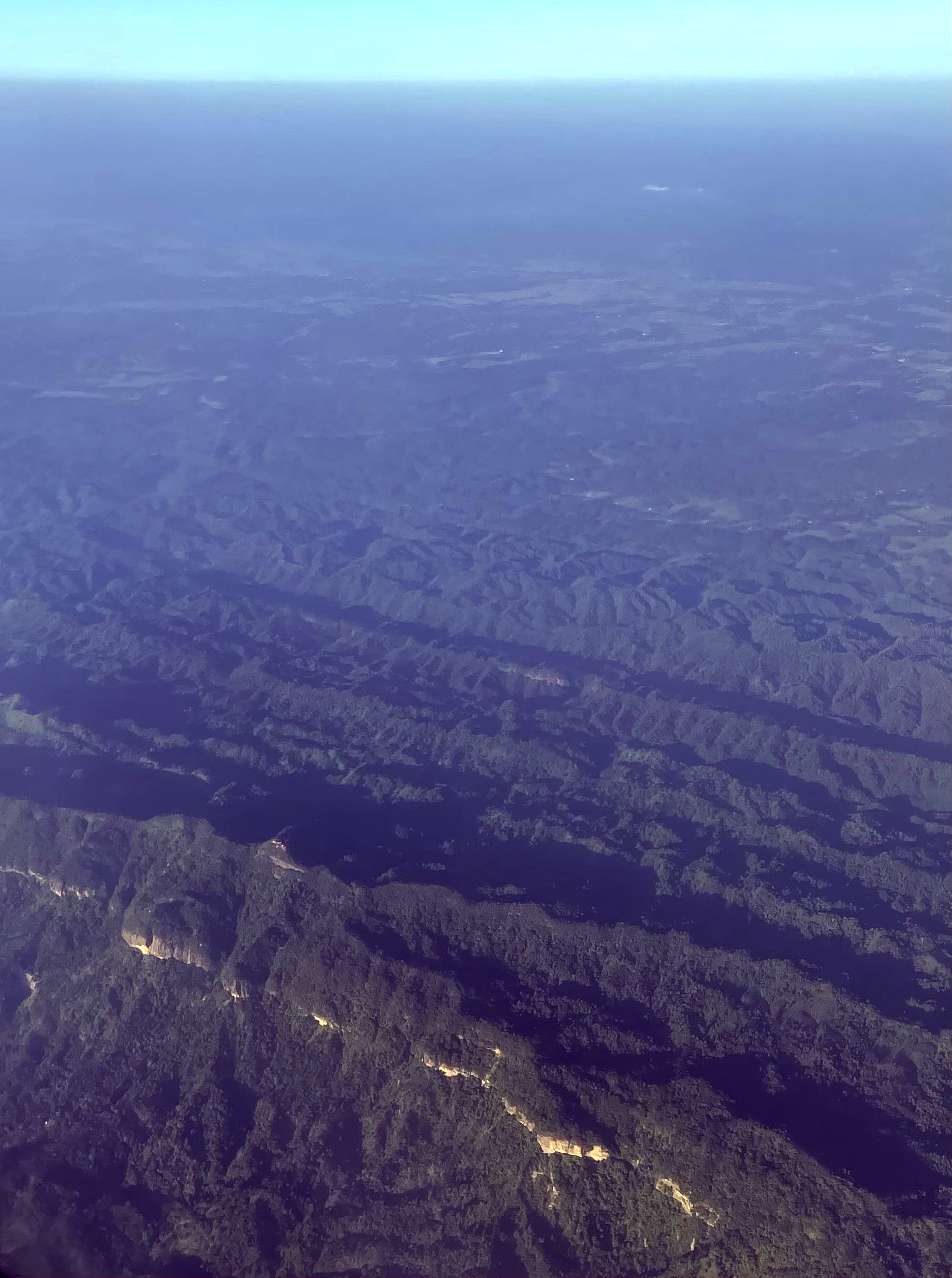
钱德拉纳特山上鸟瞰吉大港山區
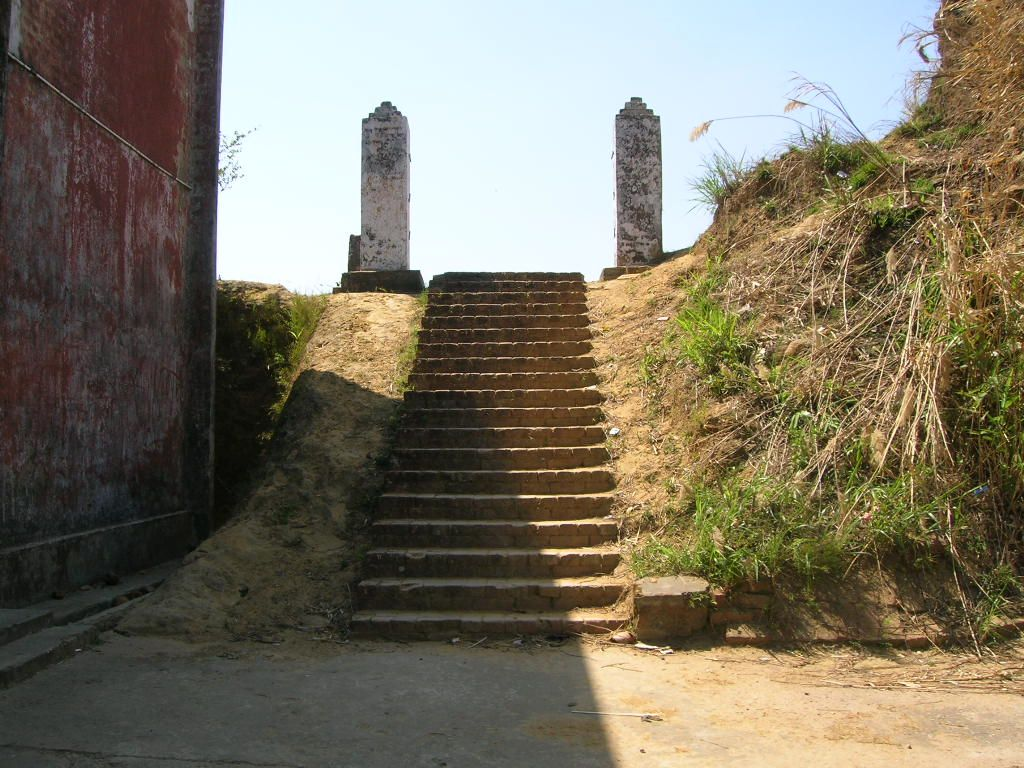
神庙的大门
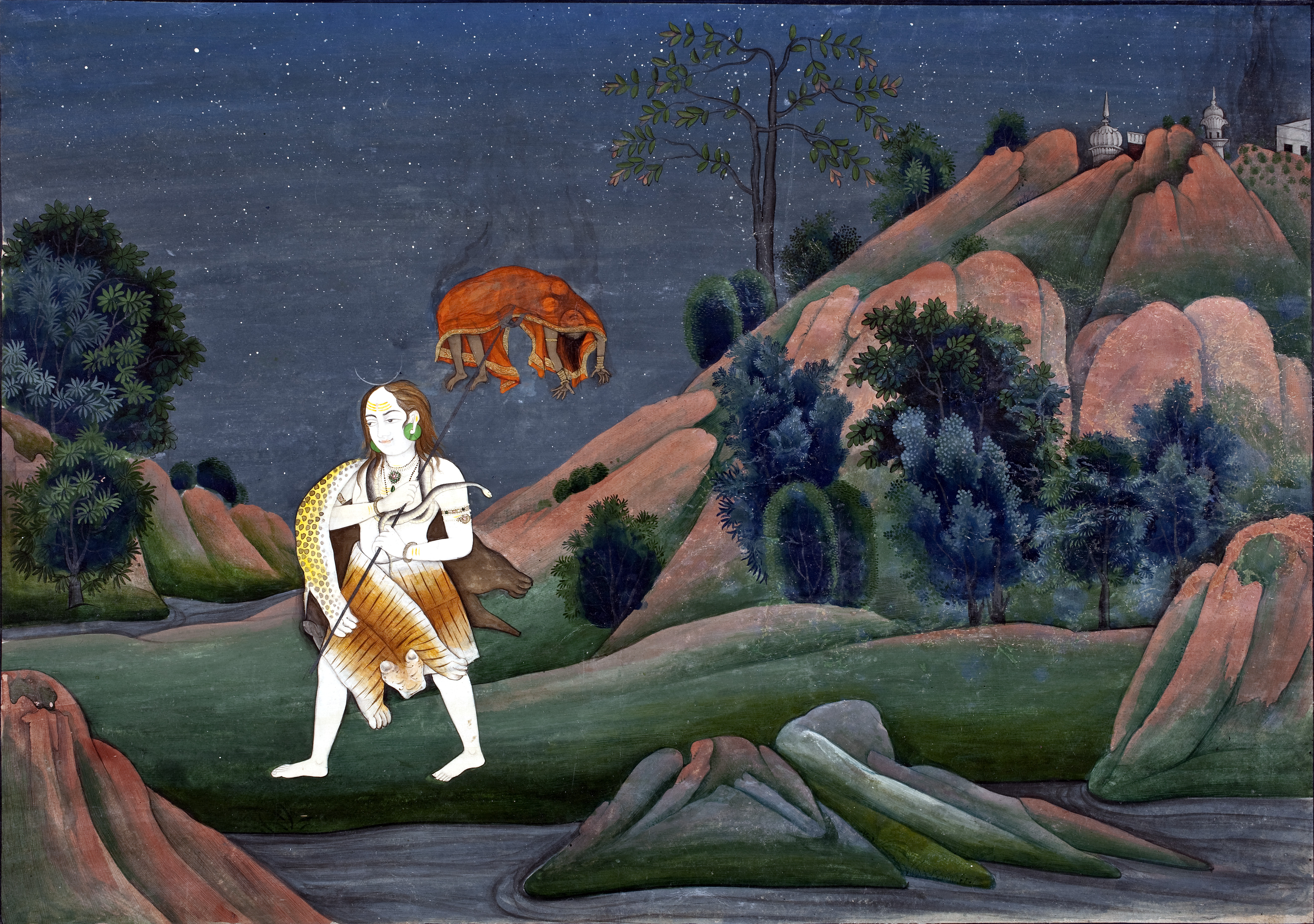
湿婆用三叉戟扛着自焚后的娑提